# Biserica de lemn din Morărești-Piscu Calului

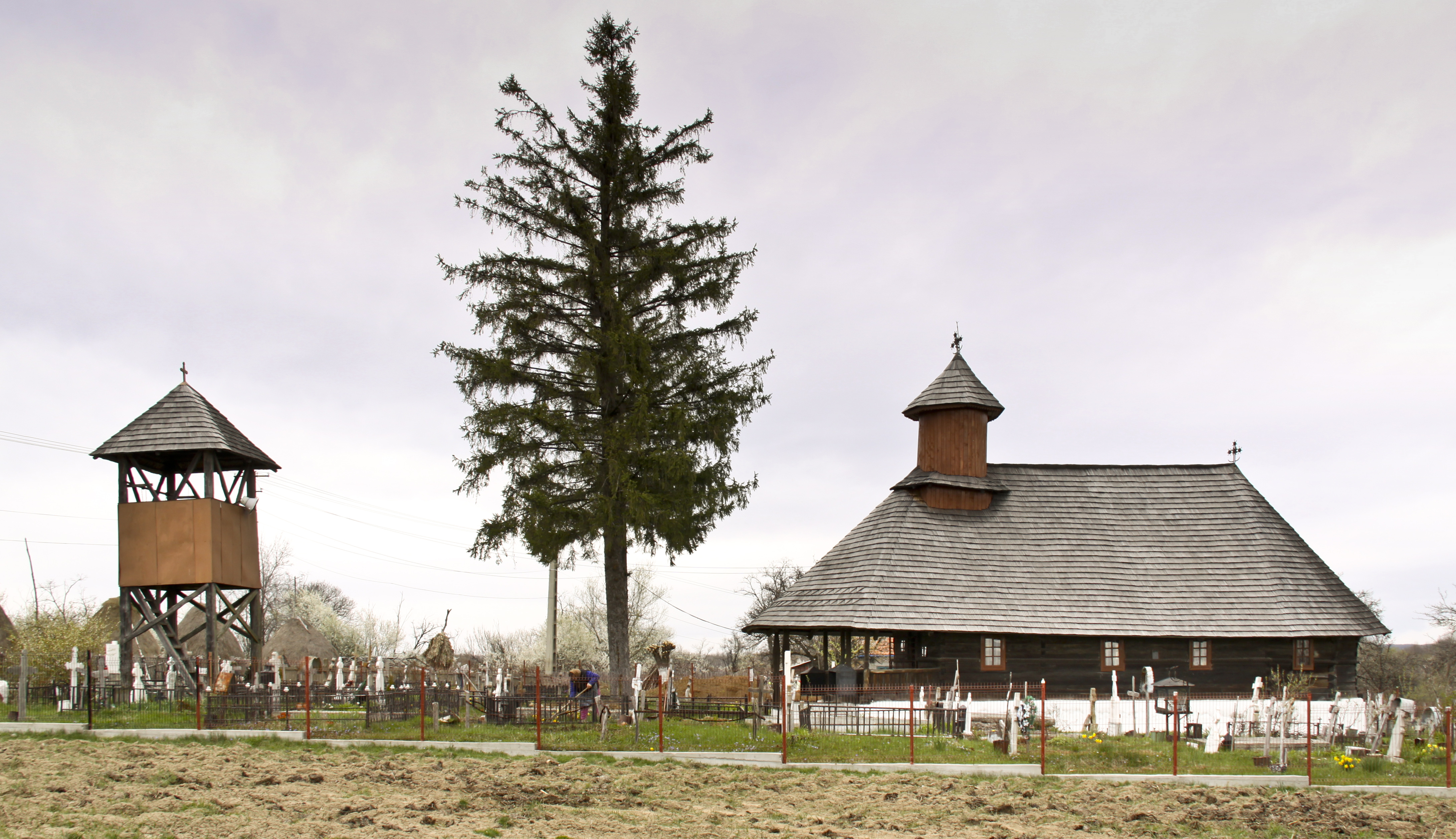
Biserica de lemn din Morăreşti-Piscu Calului, județul Argeș. Foto: aprilie 2011

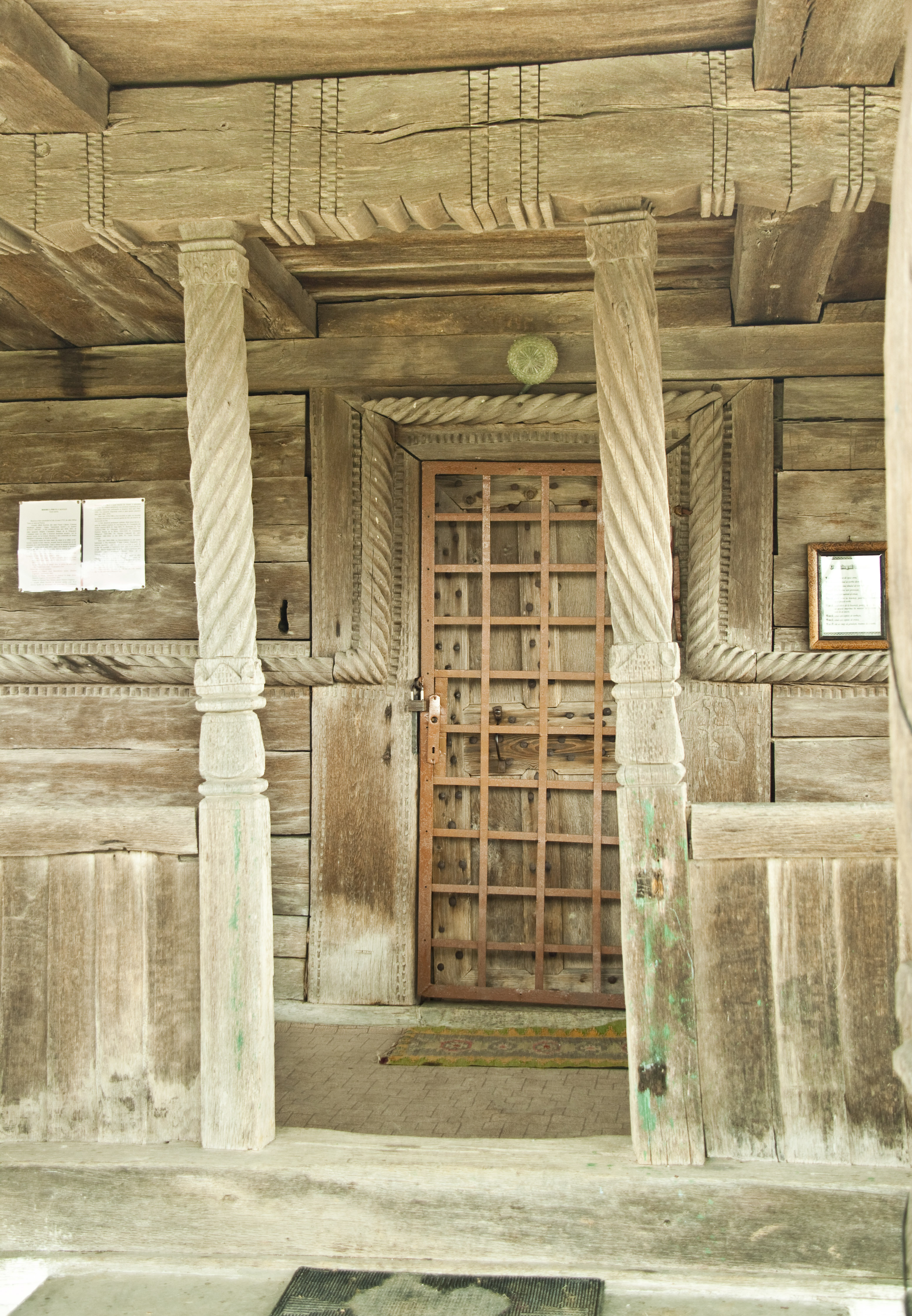
Intrarea. Foto: aprilie 2011

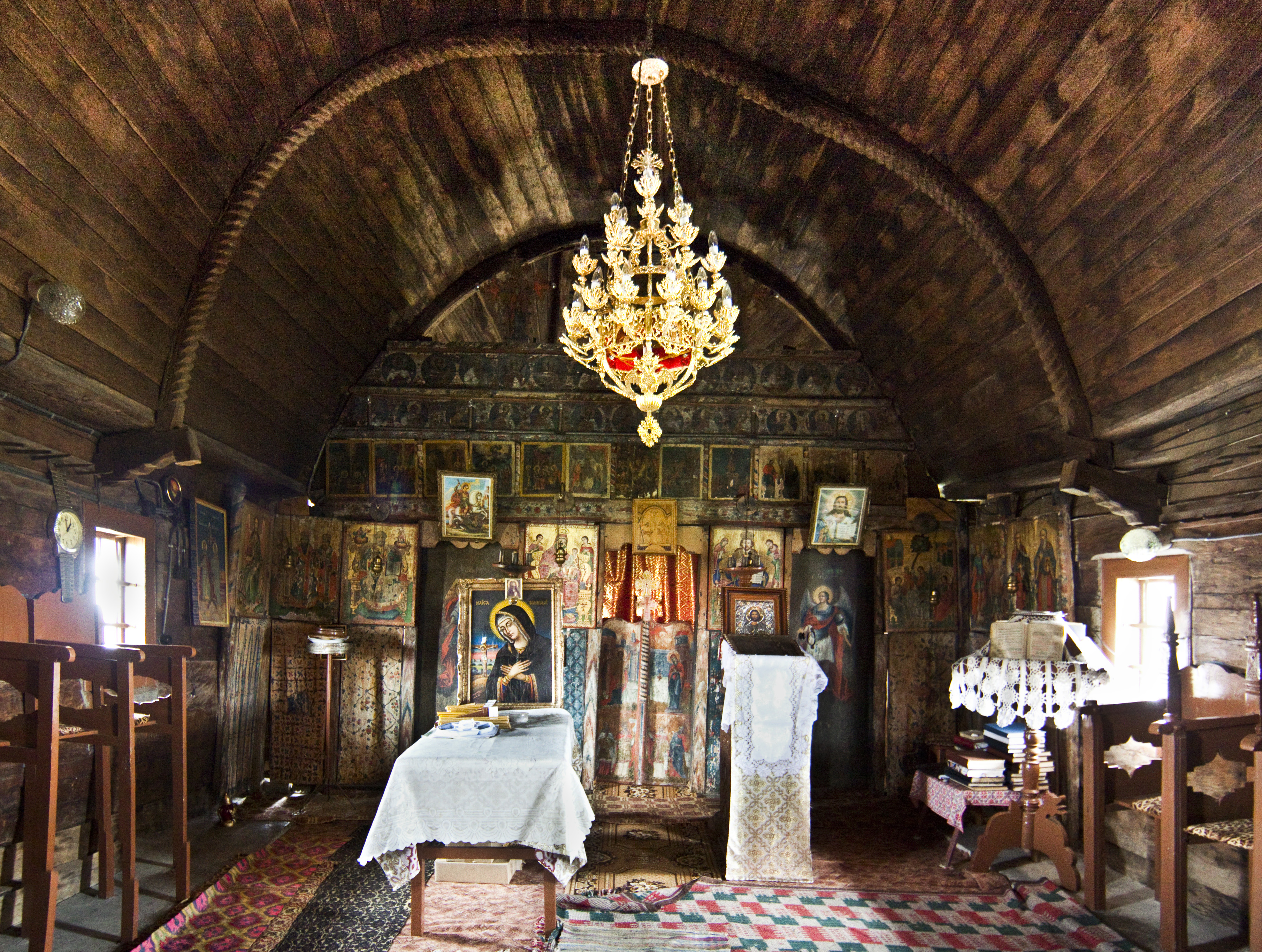
Interiorul naosului, spre iconostas. Foto: aprilie 2011

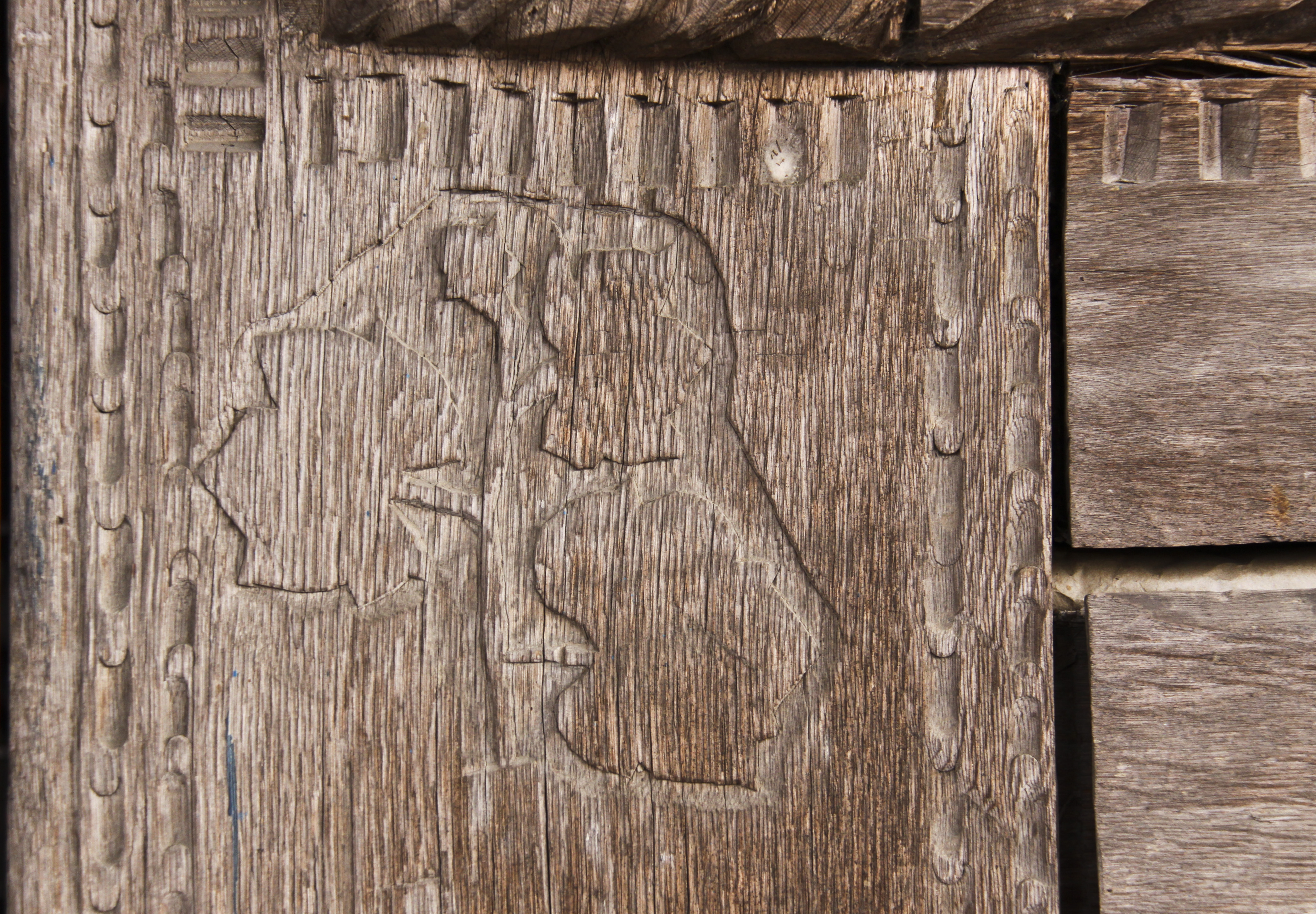
Semn pe portal, puietul de paltin de munte. Foto: aprilie 2011

Biserica de lemn din Morărești-Piscu Calului, se află în cătunul Piscu Calului din localitatea Morărești, comuna Morărești, județul Argeș. Poartă hramul „Sf. Treime” și este datată de anul 1832, incizat la intrare. Prin trăsăturile ei caracteristice se înscrie în seria de biserici de lemn ctitorite pe domeniul Mănăstirii Cotmenei, la cumpăna secolelor 18 și 19, precum bisericile de lemn din Bărbălani, Valea Cucii, Cârcești, Drăguțești. Se distinge prin structura de bună calitate, bine păstrată, portal, funie mediană și elemente decorative de interes la pridvor, sub streșini și boltă, inscripții cu datări, și iconostas pictat. Împreună cu turnul-clopotniță de la intrare și cimitirul din jur, biserica se încadrează într-un ansamblu valoros, amplasat în mijlocul comunității. Biserica este înscrisă pe noua listă a monumentelor istorice, LMI 2004:  AG-II-m-A-13745.

## Istoric
Catagrafiile de la 1808 și 1824 vorbesc despre o veche biserică de lemn în Piscu Calului, cu hramul „Cuvioasa Paraschiva”, pe moșia Mănăstirii Cotmeana, ctitorită de Constantin Drăguț, administratorul mănăstirii. Tradiția susține că aceasta a fost adusă înainte de anul 1800 din Uda, unde a fost construită în 1715 de ctitorul Mihai Tureacu. Se cunoaște o cruce sculptată datată din anul „7300 oct[ombrie] 20” al erei bizantine, care corespunde anului 1791 al erei noastre, și care probabil a marcat momentul reconstruirii vechii biserici de lemn în Piscu Calului.
Vechimea lăcașului ce se păstrează astăzi în Piscu Calului, cu hramul „Sfânta Treime”, este fixată în timp de inscripțiile de la intrare, din anul 1832. Astfel, în dreapta ușii de la intrare se poate citii: „1832 noe[m]vre 14, Ioan Marcu”. Pe peretele de la intrare, într-un chenar, apare anul 7340 al erei bizantine, care corespunde anilor 1831-1832 ai erei noastre. Succesiunea dintre vechea biserică și noua biserică de lemn este susținută de schimbarea hramului, de lipsa semnelor de mutare și a inscripțiilor mai vechi, de arhitectura bisericii - foarte asemănătoare bisericilor ridicate la cumpăna secolelor 18 și 19 în zonă. 
Numele lui Ioan Marcu poate fi al unui ctitor, eventual al meșterului sau crucerului. Un document din 1843 surprinde o echipă de meșteri dulgheri de origine din Morărești, prinși într-o lucrare la o biserică din zonă. Aceștia au fost foarte probabil implicați în ridicarea bisericii din satul lor, un deceniu mai devreme. De altfel numele așezării, Morărești, indică prezența unei importante familii de meșteri de mori, dulgheri cu cunoștințe tehnice avansate, care prin specializarea și priceperea lor puteau participa și la ridicarea de biserici. 
Biserica a fost înzestrată cu iconostas, odoare și mobilier încă de la ridicarea sa. Ușile diaconești sunt semnate de donatorii eventual zugravii lor „Pantelimon Zota” și „Constantin Zota”. Interiorul a fost completat cu o serie de icoane semnate de zugravul Dimitru din Schei între 1865-1866. 
Biserica a trecut din timp în timp prin necesare lucrări de întreținere, mai ales ale acoperișului de draniță, care i-au asigurat existența de la o generație la alta. Biserica a fost reparată în 1879, 1925 și 1933.. Între anii 1940-50 a fost refăcută subzidirea cu beton, clopotnița și mobilierul. Clopotnița a fost reconstruită în anii 1960. În anii 1978-1980 a fost refăcut acoperișul de șiță și biserica a fost racordată la curentul electric. În anii 2005-2006 a fost încă odată refăcut acoperișul, iar mobilierul a fost reparat.

## Trăsături
Construcția constă dintr-o bute din bârne fățuite, încheiate în cheotori netede bisericești, și este protejată de un acoperiș în patru ape. De la vest la est se trece dintr-o încăpere într-alta, începând cu pridvorul, tinda (pronaosul), continuând cu biserica (naosul) și încheind cu altarul, mai îngust și poligonal. Întreaga construcție de lemn stă pe un fundament zidit. Lăcașul și-a păstrat o ferestră originală pe latura de sud, restul fiind lărgite sau adause ulterior. 
Din punct de vedere decorativ, se distinge tradiționala atenție acordată intrării, prin sculptura pridvorul și a portalului din jurul ușii de intrare. Biserica este încinsă pe din afară de un brâu sculptat în relief, cu treceri atente de pe o bârnă pe alta. De remarcat consolele cu capete de cai de sub streașină, în exterior, și de sub nașterea boltei, în interior. Bolta navei, cerimea, este întărită de două arcuri dublouri puternic profilate, în funie. 
Portalul de la intrare păstrează un motiv interesant sculptat pe ușorul drept, sub funie, un puiet de paltin de munte. Paltinul este cunoscut împreună cu teiul drept materialul prin excelență folosit ca suport pentru icoane, fiind preferat de mai toți crucerii din sudul țării. Puietul de paltin poate astfel fi atât un simbol al pomului vieții, bine cunoscut în decorul religios și des întâlnit pe portale, cât și o posibilă marcă de recunoaștere a meșterului crucer care a sculptat decorul bisericii.
În fața bisericii stă o clopotniță pe patru stâlpi.

## Imagini din exterior

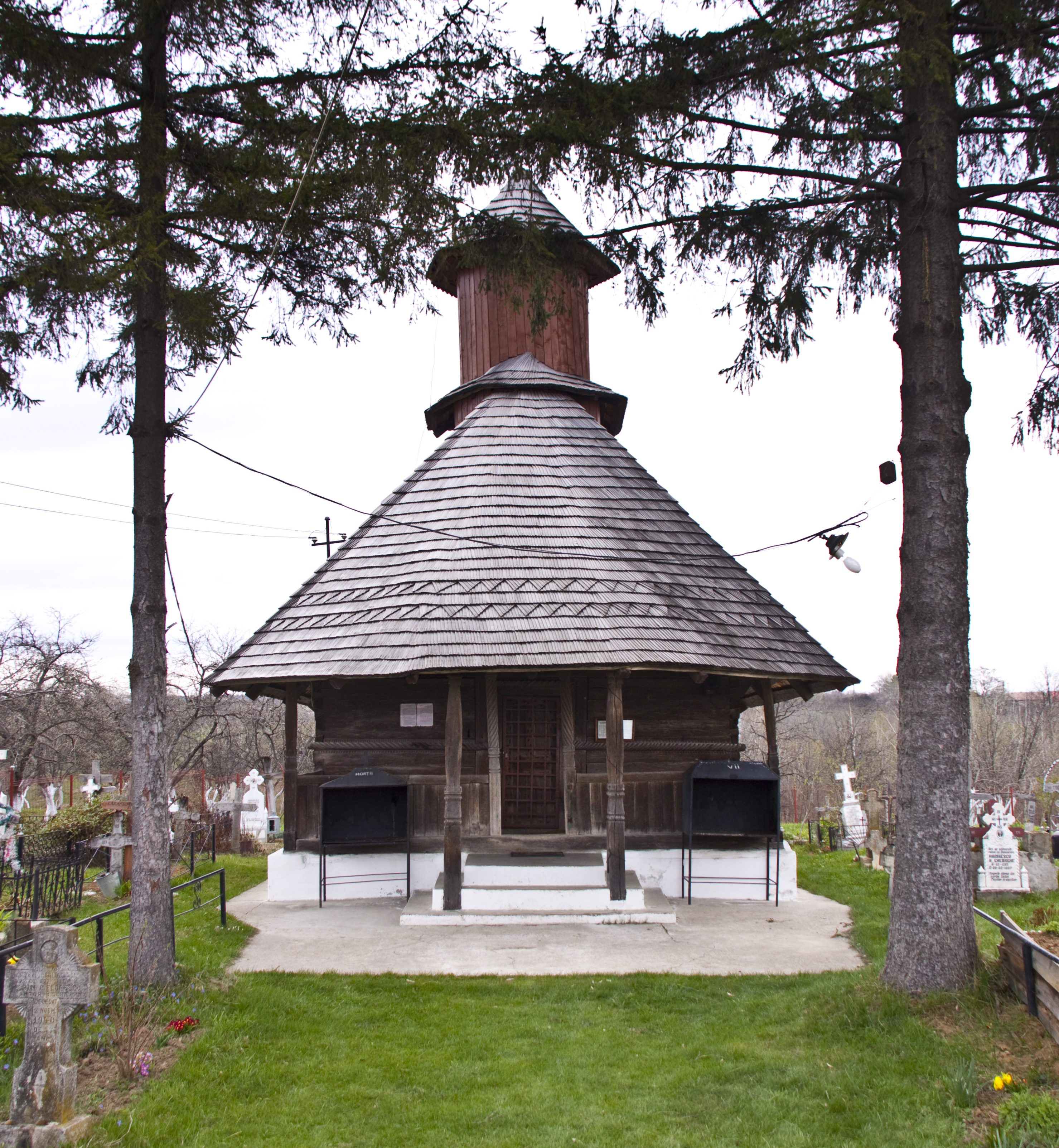
vest
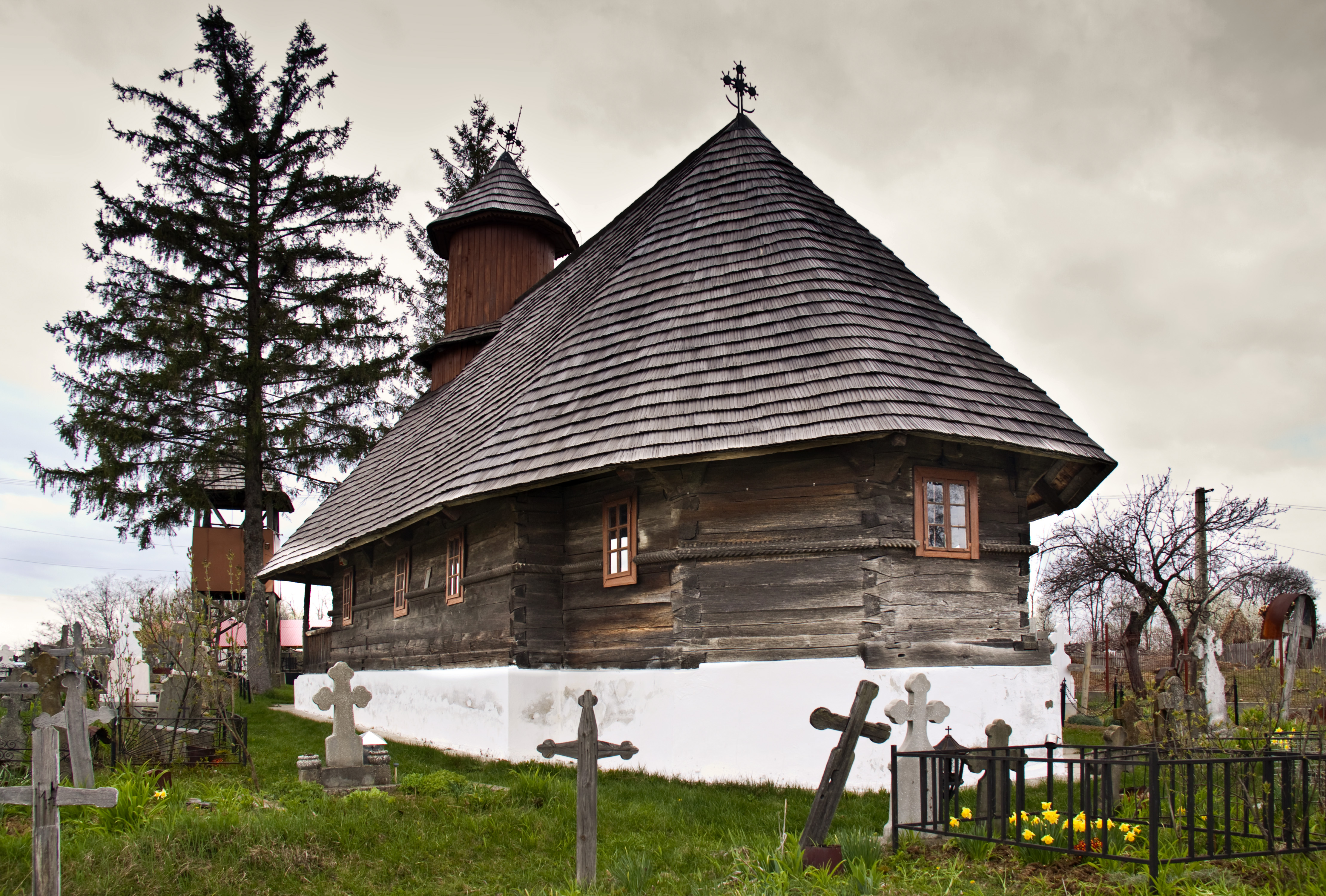
sud-est
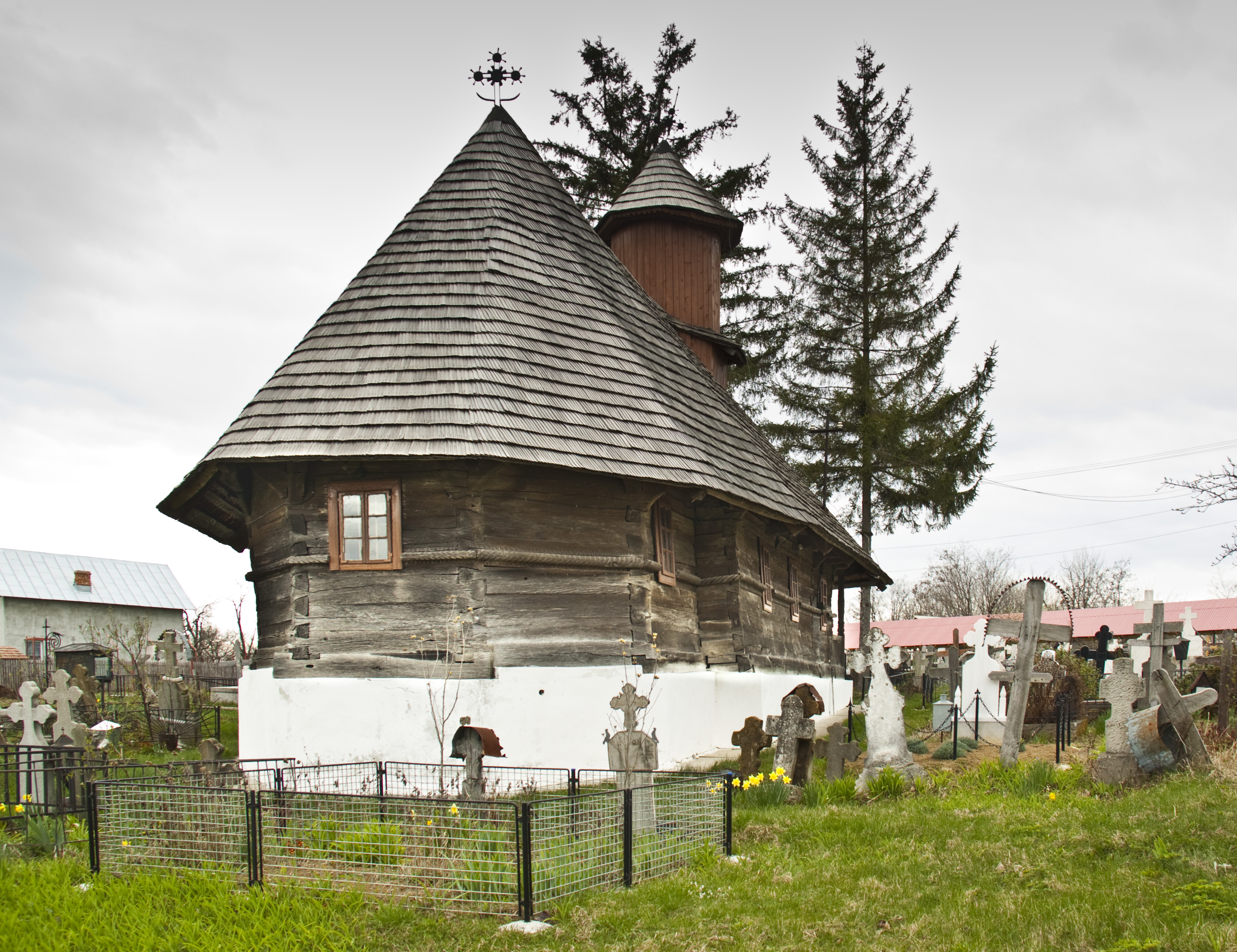
est
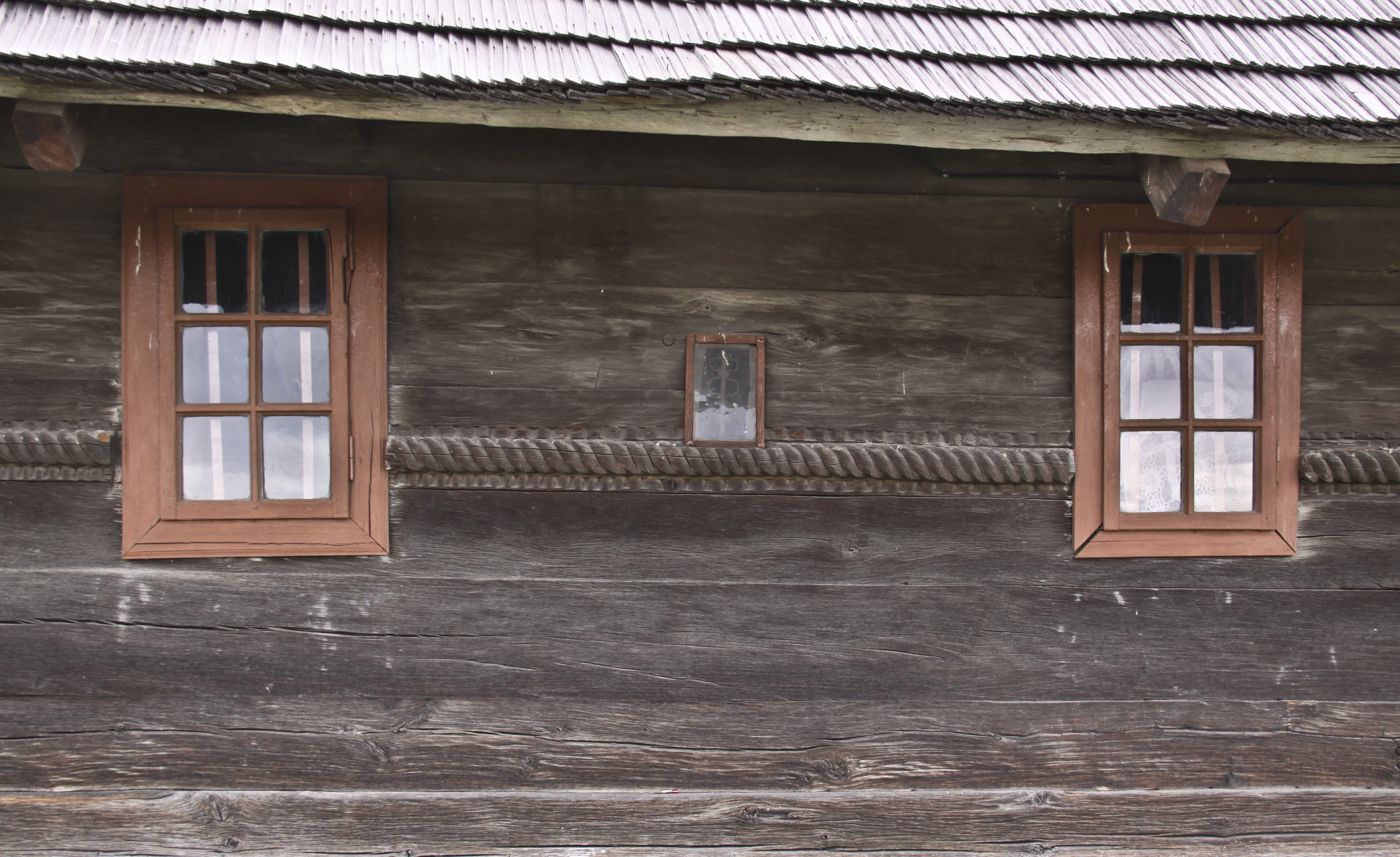
ferestre, sud
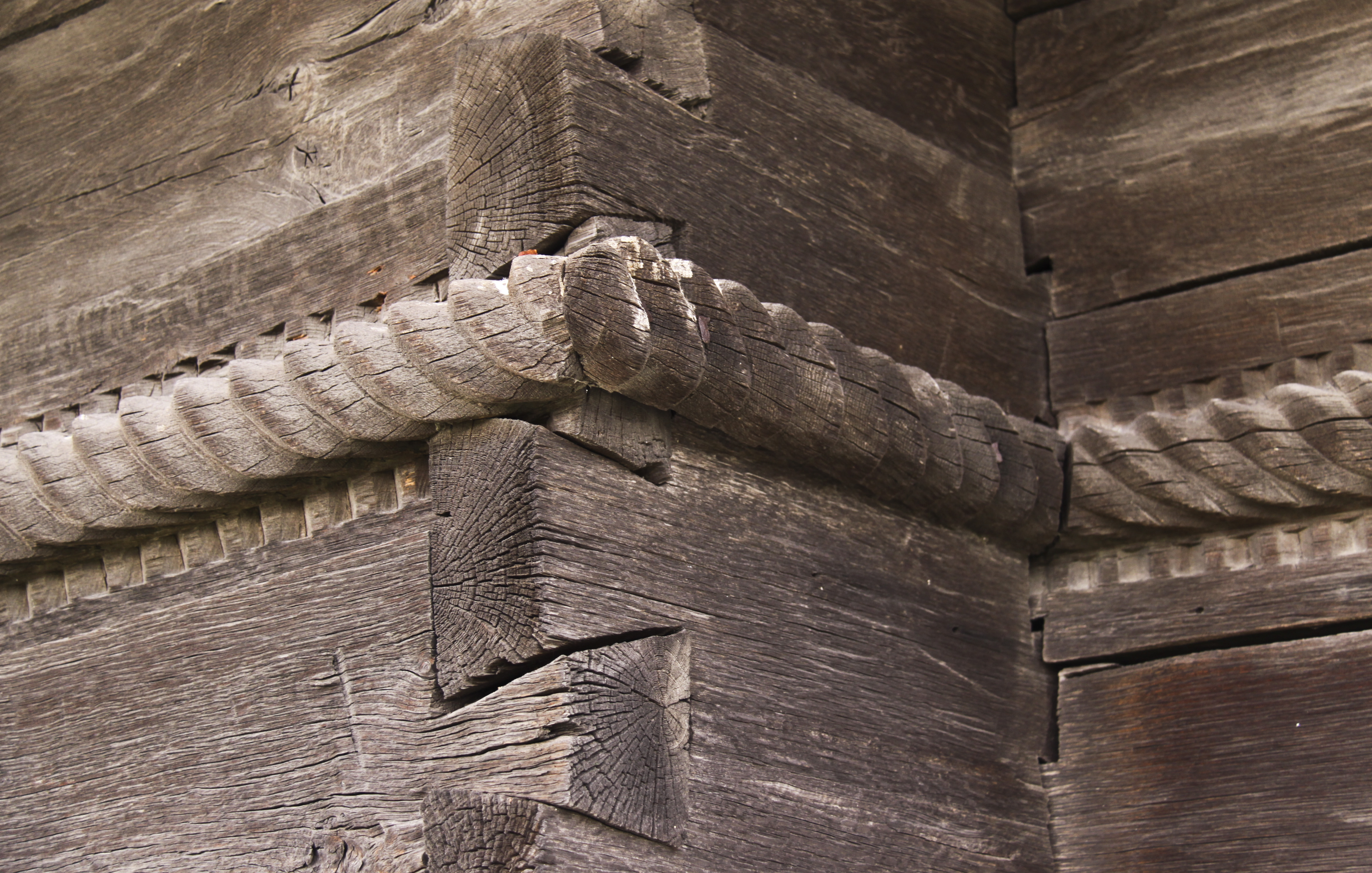
cheotori
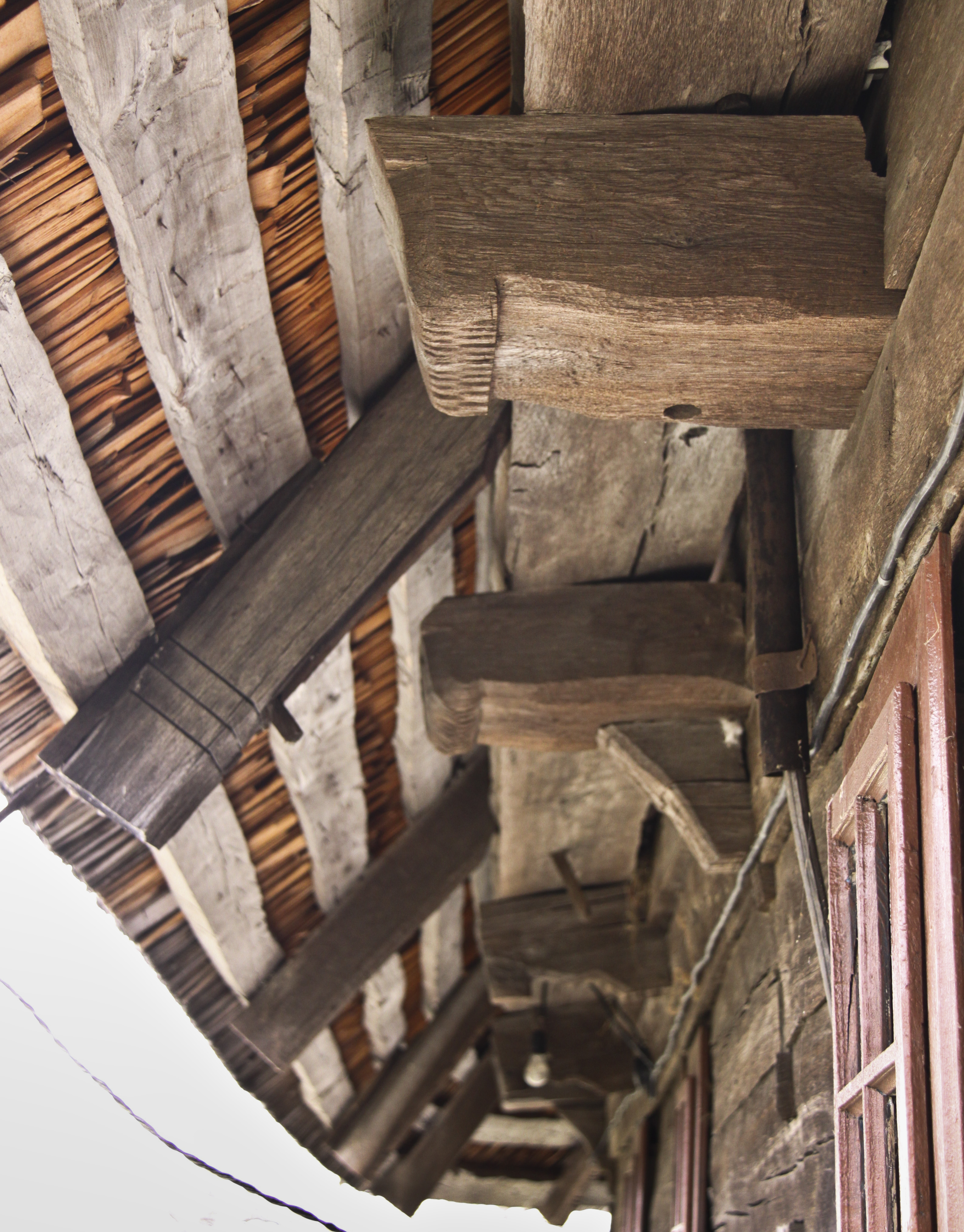
console cu capete de cai
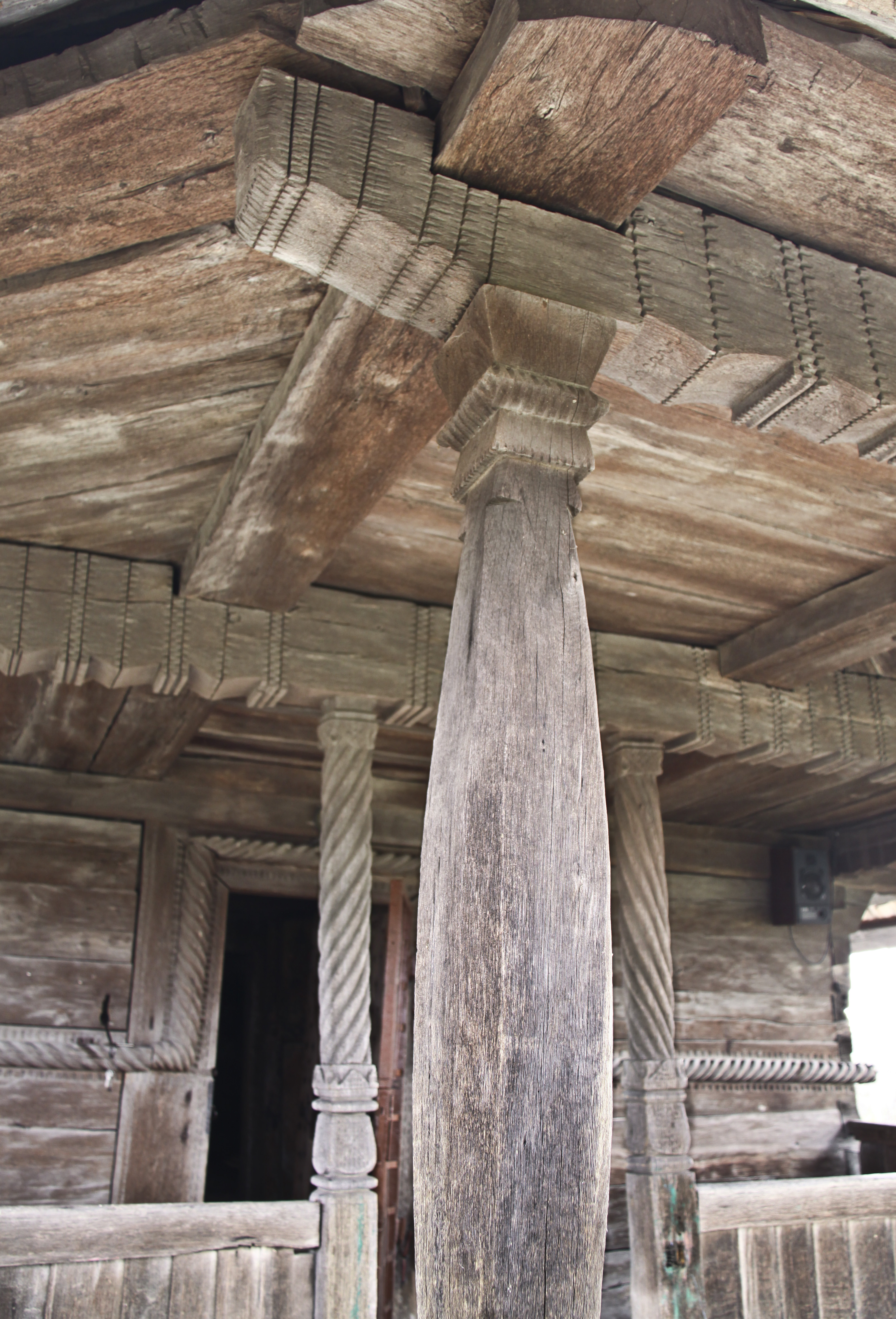
stâlpi pridvor
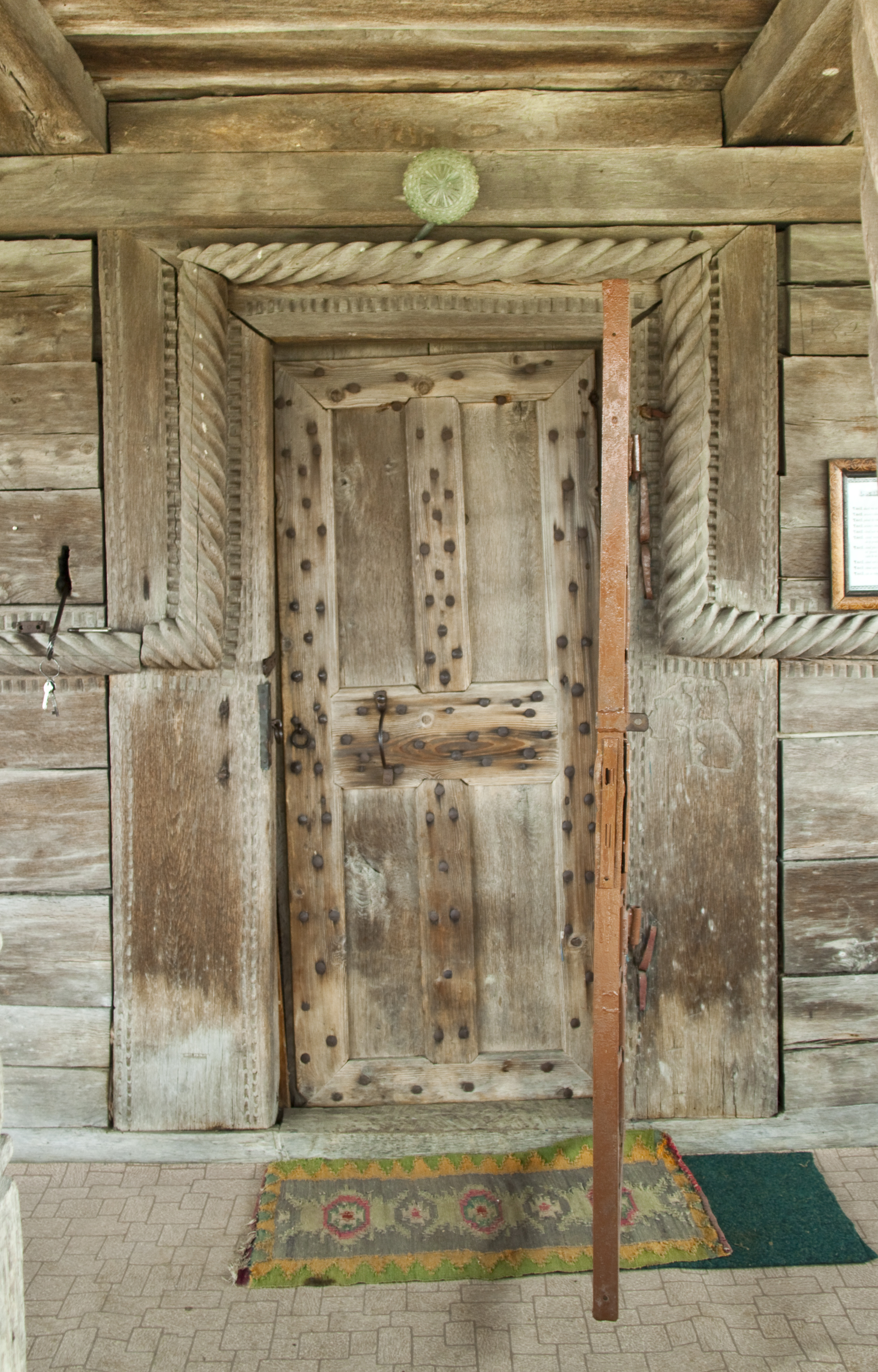
portalul de la intrare
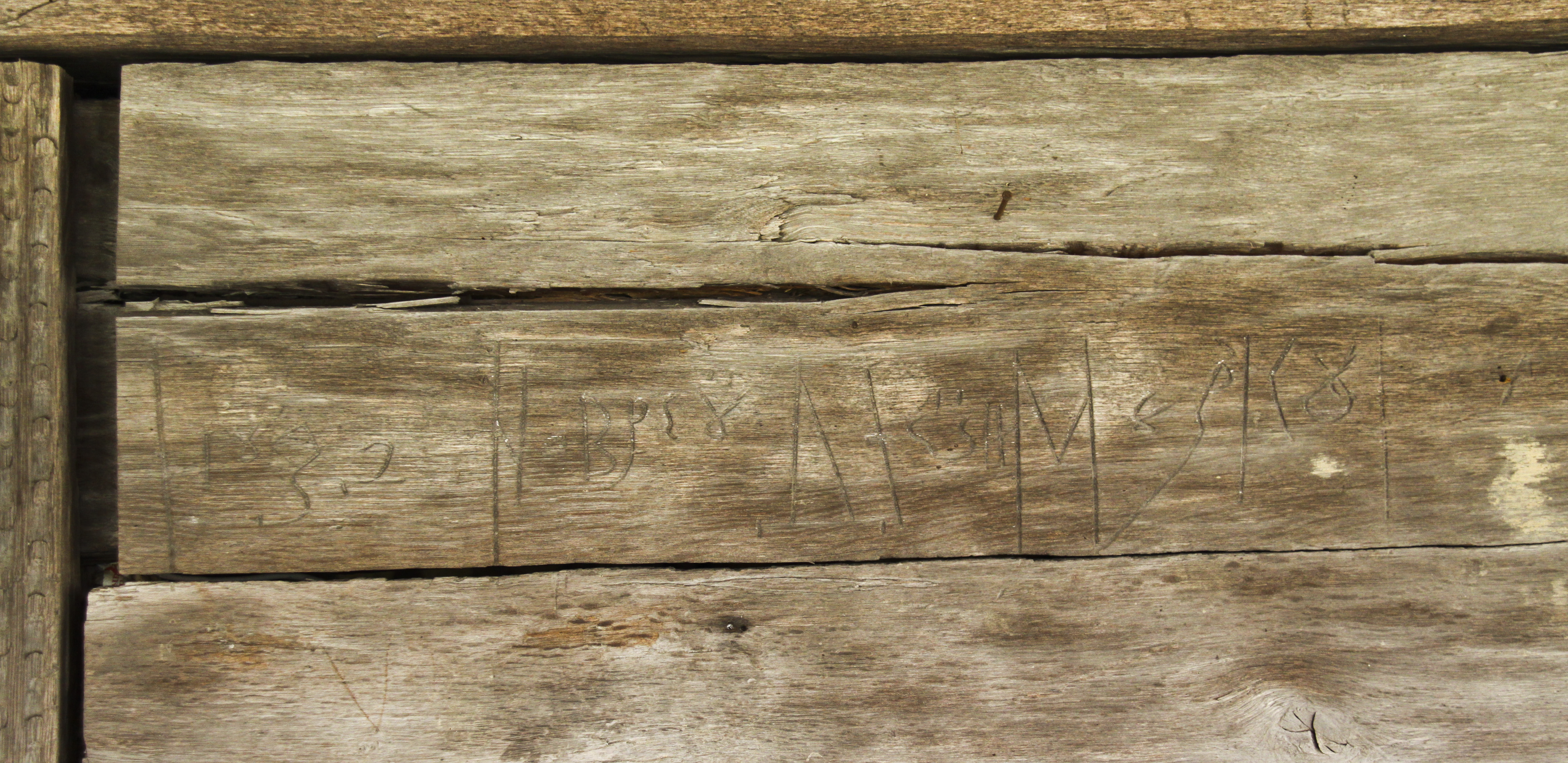
1832
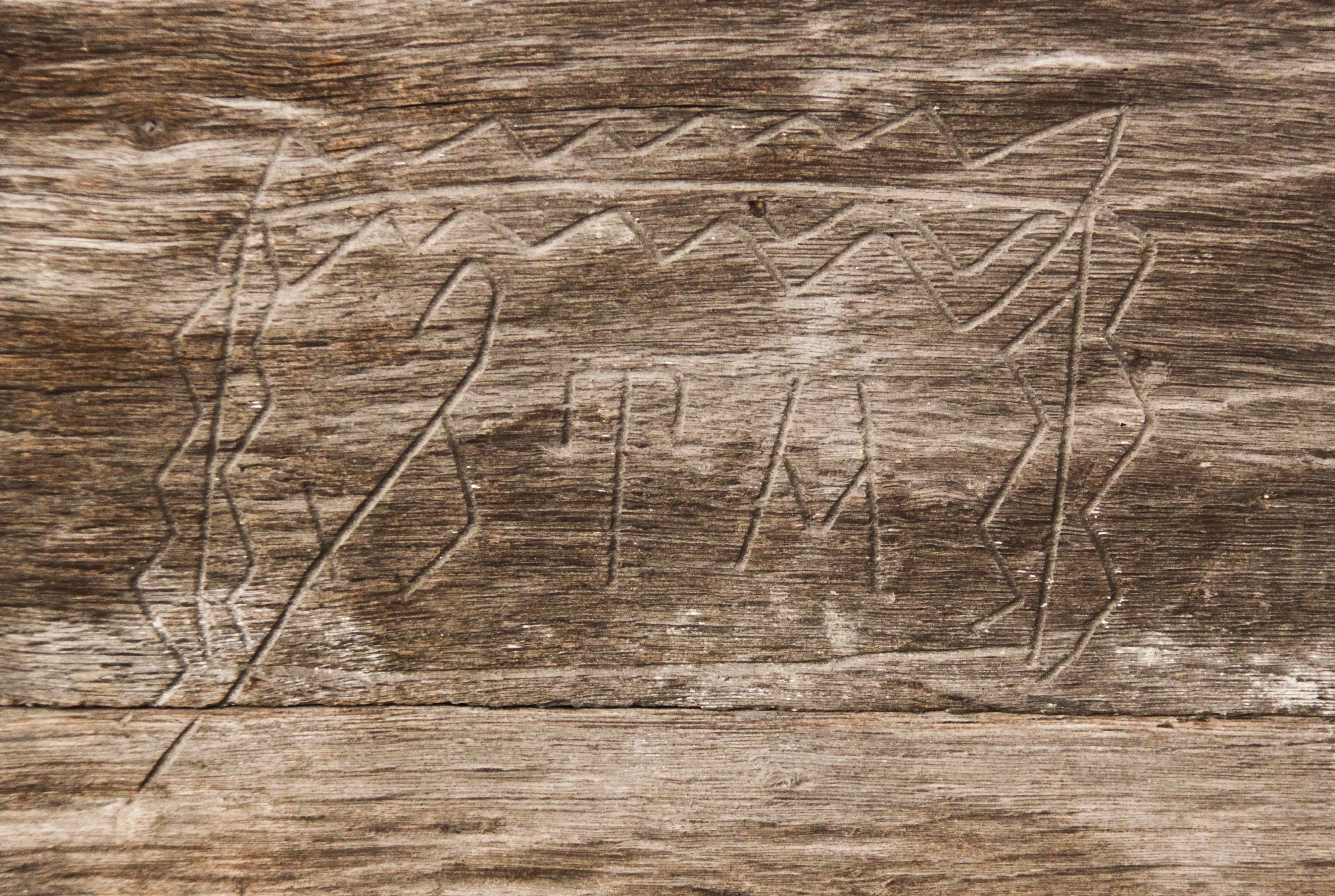
7340
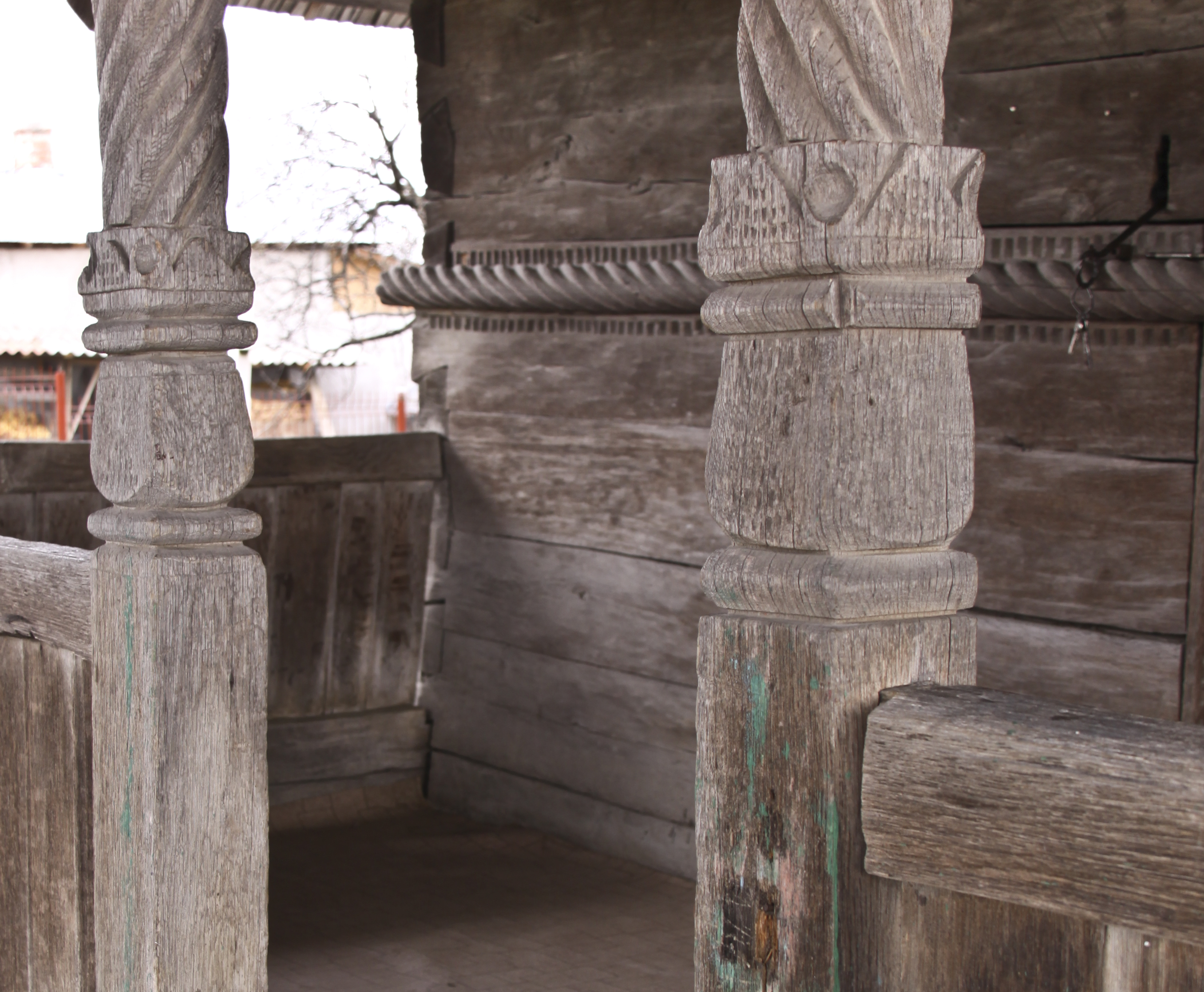
bulbi
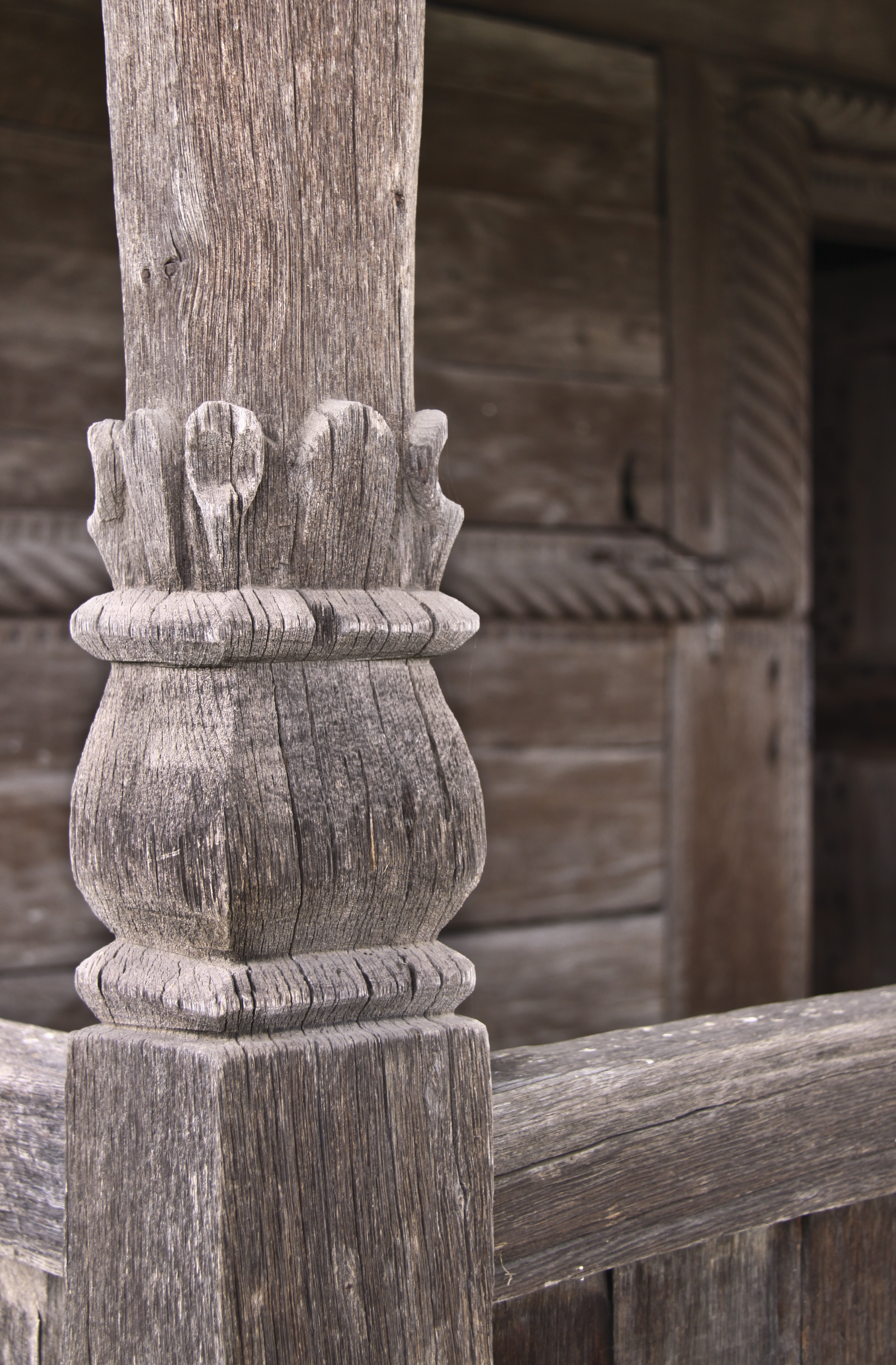
bulb
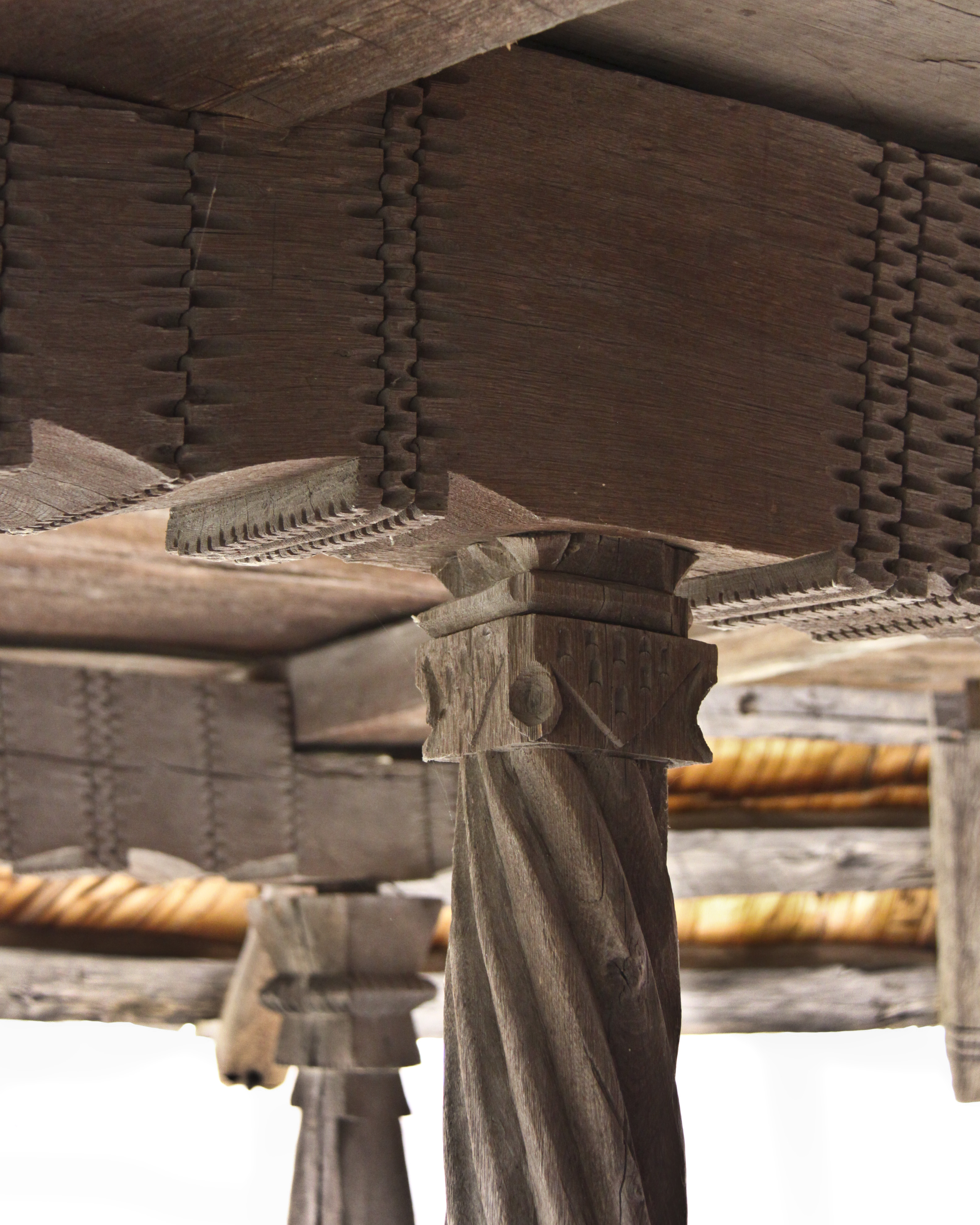
capitele

## Imagini din interior

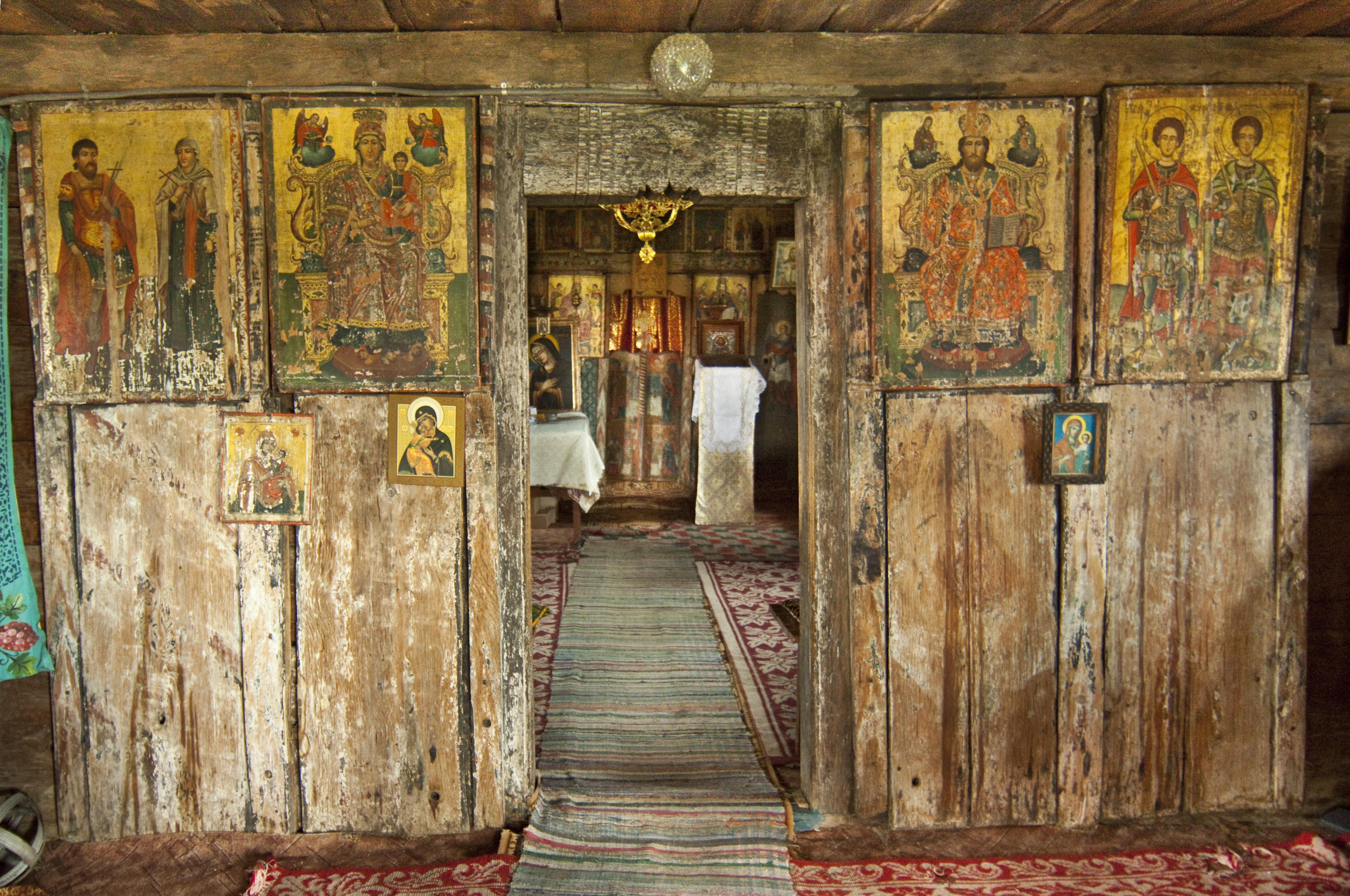
intrare în naos
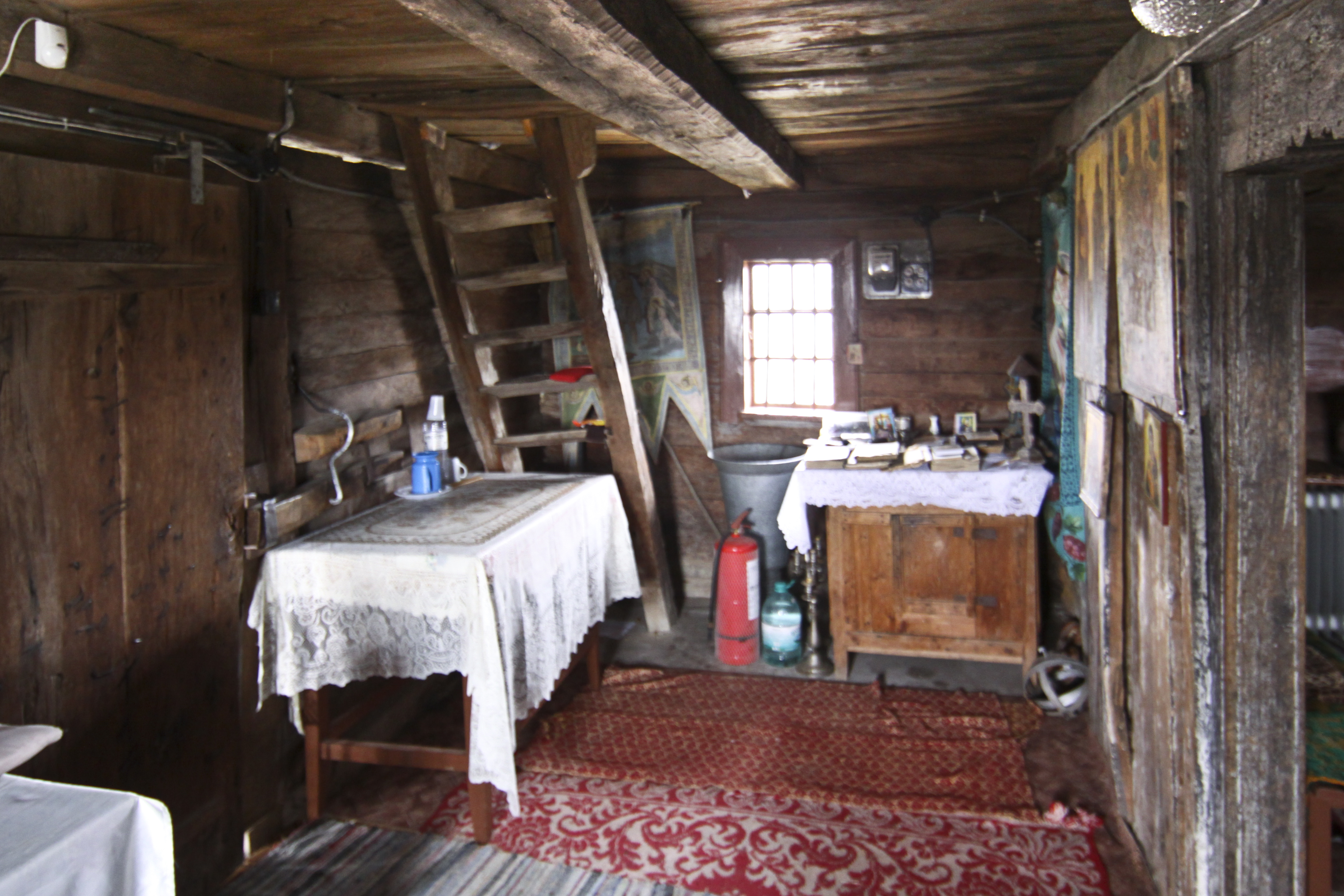
tindă
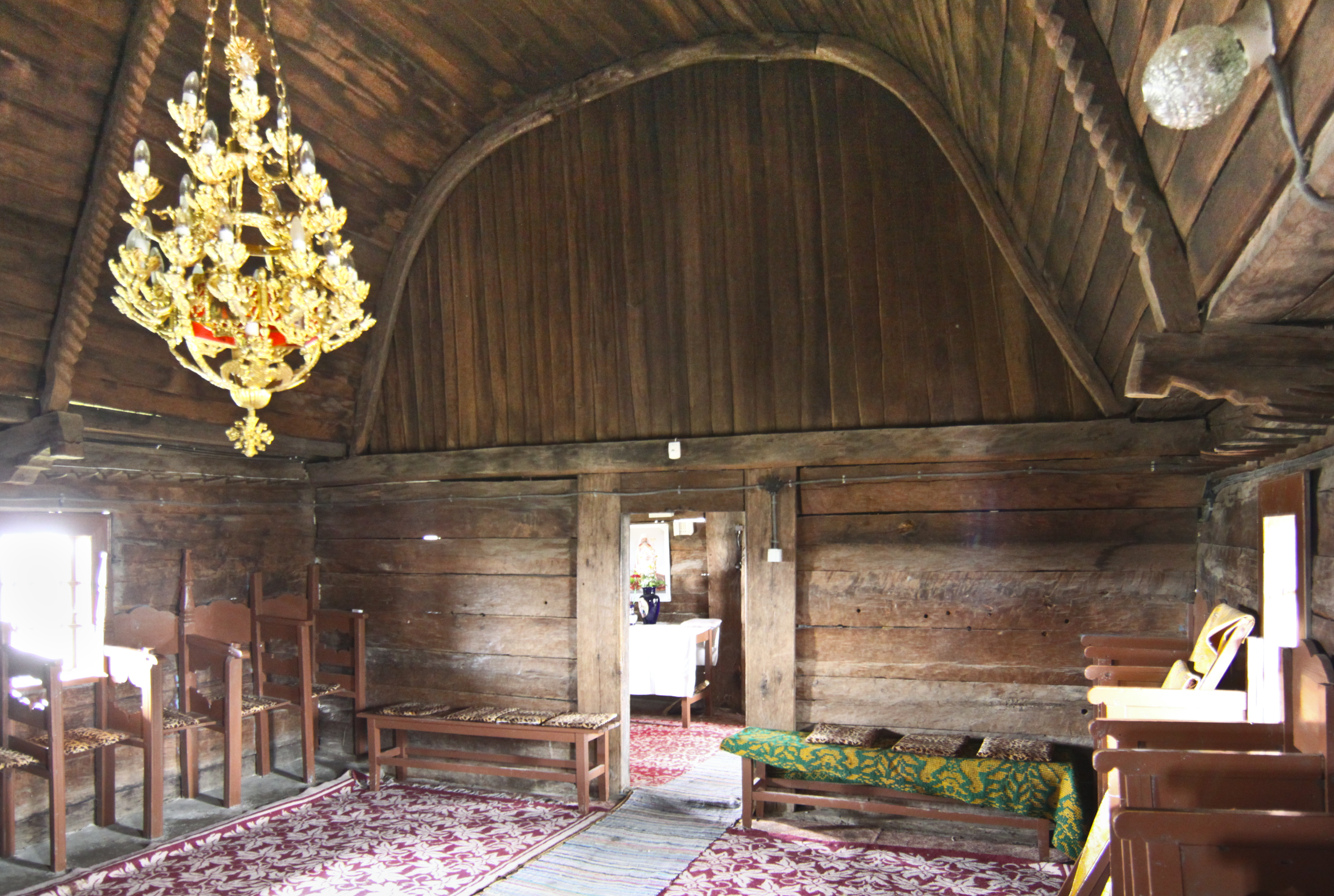
naos, perete despărţitor
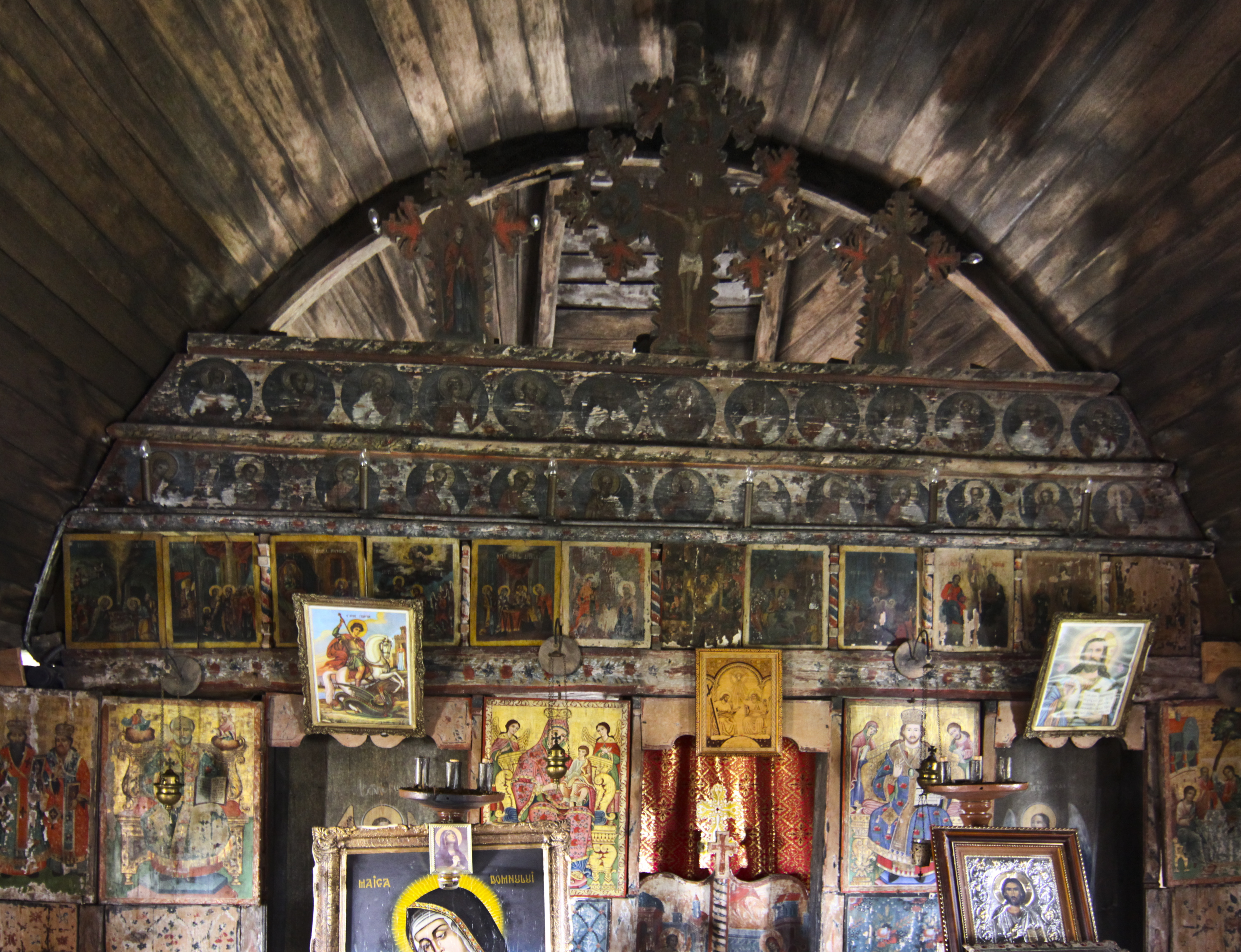
tâmpla
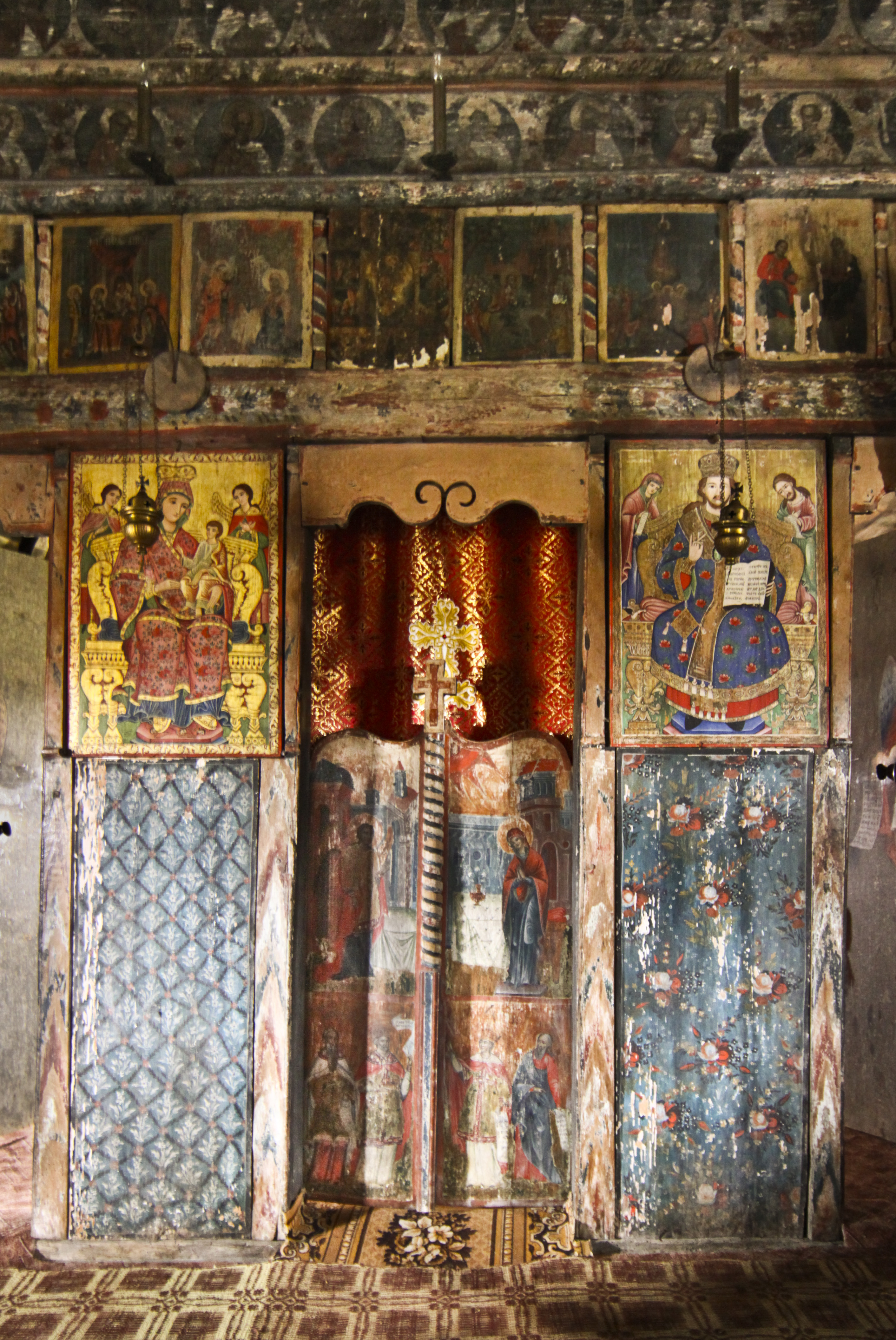
uşile împărăteşti
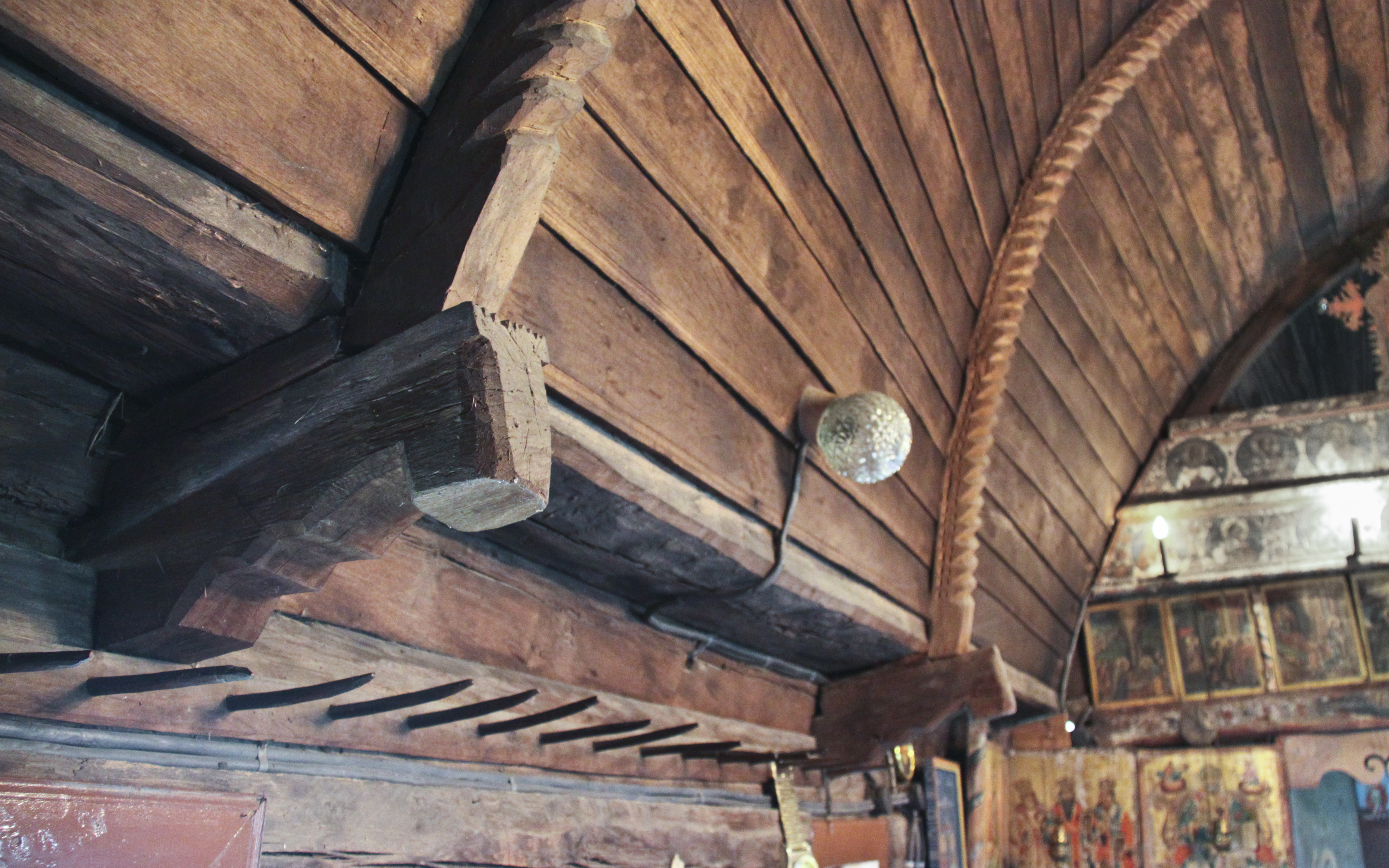
console interioare cu capete de cai
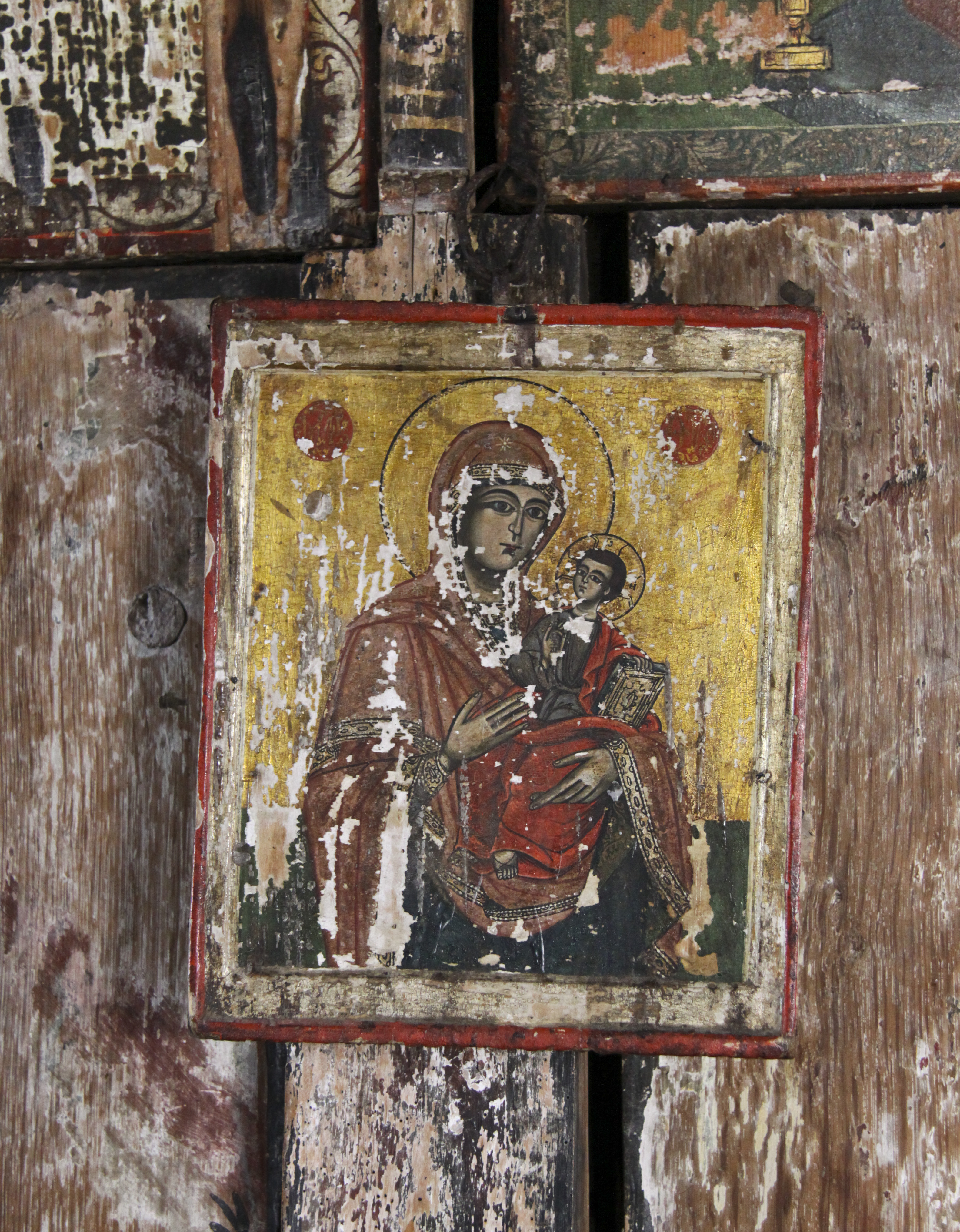
icoană veche
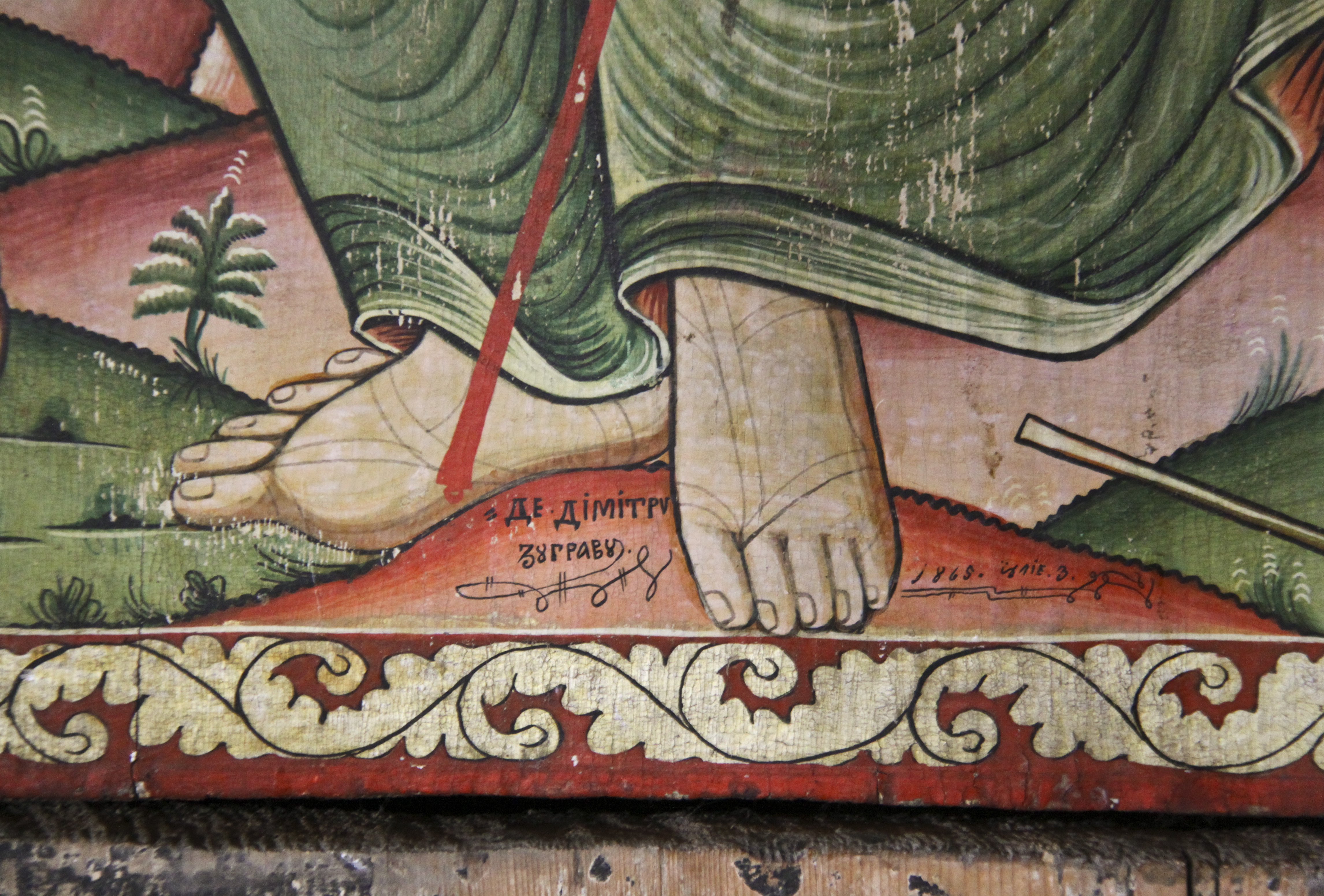
semnătura zugravului Dimitru din Schei, 1865
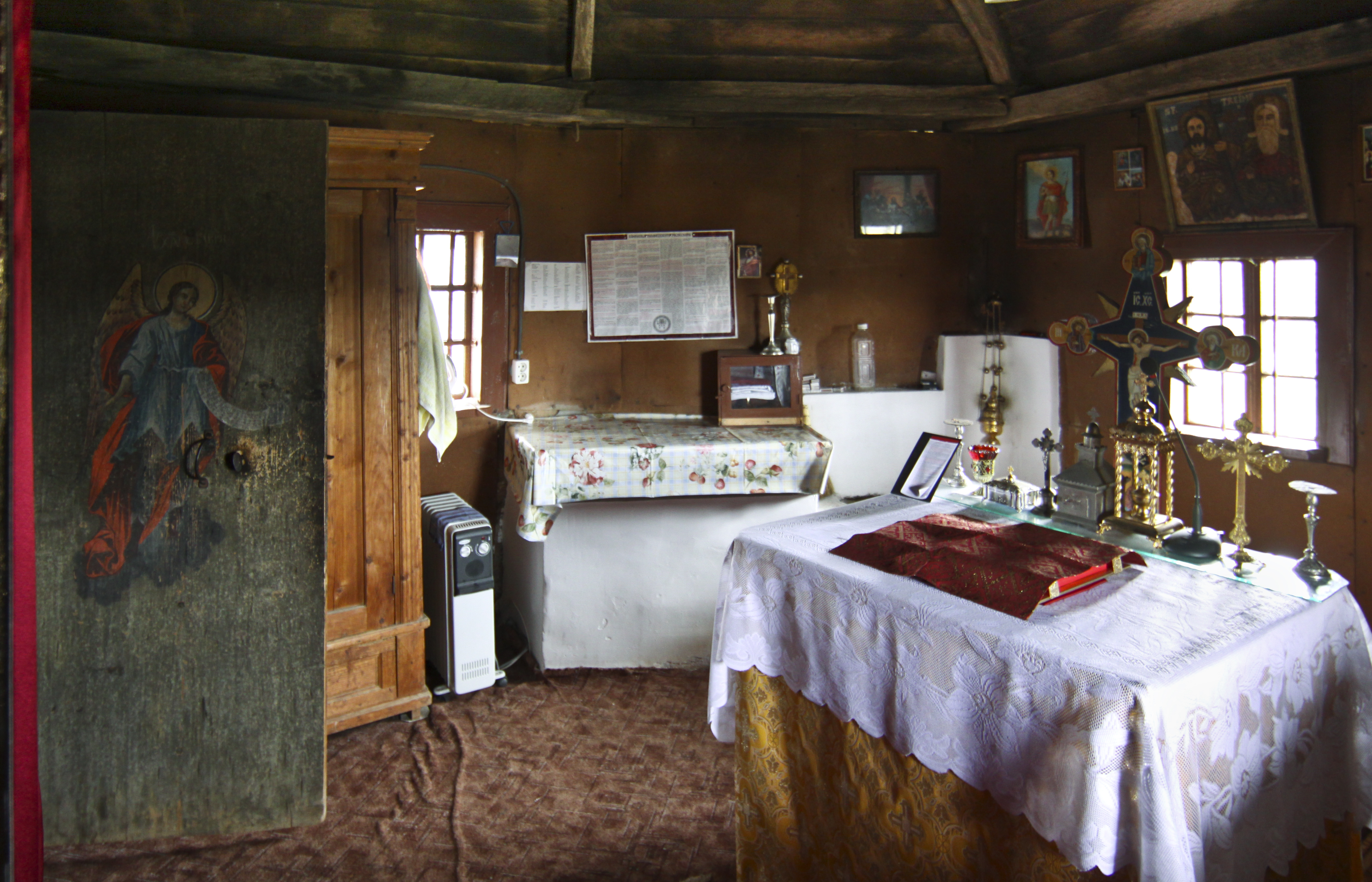
în altar